# Andrey Todorov
Andrey Nikolov Todorov (em búlgaro:  Андрей Николов Тодоров; Sófia, 4 de maio de 1948 – 30 de março de 2012) foi um matemático búlgaro, que trabalhou com geometria algébrica. Foi professor da Universidade da Califórnia em Santa Cruz.
Todorov estudou na Universidade Estatal de Moscou, onde graduou-se em 1971 e obteve um doutorado em 1976, orientado por Igor Shafarevich, com a tese ordan Decomposition of the Monodromy Operator and its Applications to Moduli of K3 Surfaces. A partir de 1976 esteve ma seção Álgebra do Instituto de Matemática da Academia de Ciências da Bulgária, onde foi professor em 1984. A partir de 1993 foi professor da Universidade da Califórnia em Santa Cruz. Aposentou-se em 2008.
Foi professor visitante na Universidade Harvard, na Universidade Columbia e no Instituto de Estudos Avançados de Princeton. Foi um geômetra algébrico de liderança na Bulgária. Todorov trabalhou com variedades de Calabi-Yau e seu espaço módulo e módulos especiais de superfícies K3. O teorema de Bogomolov-Tian-Todorov é denominado em sua memória.